# Eurrhyparodes splendens
Eurrhyparodes splendens là một loài bướm đêm trong họ Crambidae.